# Sclerhelia
Genre
Sclerhelia est un genre de coraux durs de la famille des Oculinidae.

## Liste d'espèces
Le genre Sclerhelia comprend les espèces suivantes :
| Selon World Register of Marine Species (11 juillet 2015) : - Sclerhelia dubia Nemenzo, 1980 - Sclerhelia hirtella Pallas, 1766 | Selon ITIS (11 juillet 2015) : - Sclerhelia hirtella Pallas, 1766 |